# Małgorzata Banaś
Małgorzata Banaś (właśc. Ludwika Banaś; imię zakonne: Maria Małgorzata od Serca Pana Jezusa Konającego w Ogrójcu; ur. 10 kwietnia 1896 w Kleczy Dolnej k. Wadowic, zm. 26 kwietnia 1966 w Nowogródku) – polska zakonnica ze Zgromadzenia Najświętszej Rodziny z Nazaretu oraz Czcigodna Służebnica Boża Kościoła katolickiego.

## Życiorys
Jako młoda dziewczyna pracowała w Kleczy Dolnej, w szpitalu razem z siostrami nazaretankami.
Rozpoczynając nowicjat otrzymała imię zakonne Maria Małgorzata, a składając śluby wieczyste, zgodnie z tradycją Zgromadzenia, dodała do swego imienia tajemnicę od Serca Pana Jezusa Konającego w Ogrójcu.
31 lipca 1943 gestapo wydało rozkaz, by siostra Stella i pozostałe siostry stawiły się na komisariacie. W drodze na posterunek spotkały dwunastą siostrę ze wspólnoty, siostrę Małgorzatę wracającą z dyżuru w szpitalu – miała na sobie świeckie ubranie. Siostra Stella powiedziała jej, by poszła do domu i zaopiekowała się księdzem i Farą. Siostra Małgorzata nigdy więcej nie zobaczyła już swoich sióstr. 1 sierpnia 1943, jedenaście sióstr zostało przewiezionych do pobliskiego lasu i tam je rozstrzelano i wrzucono do wspólnego grobu.
Po jakimś czasie siostra Małgorzata, z pomocą mieszkańców, odnalazła grób sióstr w lesie. Postanowiła zaopiekować się i chronić mogiłę aż do czasu, gdy będzie można przenieść ciała sióstr do Fary, kościoła parafialnego, i dokonać pochówku na przykościelnym cmentarzu. Siostra nabrała przekonania, że jako jedyna ocalała, ma za zadanie opiekować się mieszkańcami Nowogródka i Farą.
Przez lata komunizmu, siostra Małgorzata mieszkała w malutkiej zakrystii kościoła farnego i kontynuowała przygotowywanie dzieci do sakramentów świętych. Kiedy ksiądz, dla własnego bezpieczeństwa, musiał pozostawać w ukryciu, siostra Małgorzata troszczyła się o obecność Najświętszego Sakramentu w świątyni i pomagała ludziom podtrzymywać w nich ducha religijnego. Mieszkańcy Nowogródka nazywali siostrę Małgorzatę Stróżem Tabernakulum. Gromadziła wiernych na modlitwy, przystrajała ołtarze, przewodniczyła nabożeństwom. Organizowała pomoc duchową i materialną dla kapłanów i świeckich zesłanych na Sybir.
Utrzymywała kontakt listowny z władzami Zgromadzenia i Siostrami w Grodnie. Do Polski przyjechała dopiero w 1965 r.
Służebnica Boża s. Małgorzata zmarła po ciężkiej chorobie 26 kwietnia 1966 w Nowogródku i została pochowana na miejscowym cmentarzu.

## Proces beatyfikacyjny
Z inicjatywy sióstr nazaretanek przekonanych o świątobliwości jej życia podjęto starania celem wyniesienia jej na ołtarze. 14 grudnia 2002 Stolica Apostolska wydała zgodę tzw. Nihil obstat na rozpoczęcie jej procesu beatyfikacji. 19 lutego 2003 został otwarty ten proces na szczeblu diecezjalnym, który zakończył się 8 marca 2004, zaś 4 lipca 2008 Kongregacja Spraw Kanonizacyjnych wydała dekret potwierdzający jego ważność. Postulatorem generalnym został wybrany franciszkanin o. Zbigniew Suchecki OFMConv.
13 grudnia 2021 Stolica Apostolska wydała dekret w sprawie heroiczności jej cnót. Od tej pory przysługuje jej tytuł Czcigodnej Służebnicy Bożej.
Modlitwa o beatyfikację Czcigodnej Służebnicy Bożej s. Marii Małgorzaty od Serca Pana Jezusa Konającego w Ogrójcu (Ludwiki Banaś):

Miłosierny Boże, Twój Syn Jezus Chrystus z poddaniem i miłością przyjął Twoją wolę, a Jego śmierć stała się dla Kościoła źródłem nowego życia. Spraw łaskawie, aby Twoja Służebnica, S. Małgorzata, nazaretanka z Nowogródka, która na wzór Jezusa przyjęła prześladowanie i przeciwności losu, jako wezwanie do szczególnej służby Kościołowi, zaliczona została w poczet błogosławionych. Niech świadectwo jej żywej wiary, męstwa i miłości bliźniego pociąga nas do wiernego trwania przy Chrystusie i Jego Kościele. Za jej wstawiennictwem udziel nam łaski, o którą prosimy Cię przez Jezusa Chrystusa naszego Pana. Amen.